# Old Beach
Old Beach – dzielnica miasta Hobart, położona w gminie Brighton. Zamieszkana przez około 7000 mieszkańców (2011) i rośnie ze względu na boom mieszkaniowy na Tasmanii. 